# Pocket Full of Kryptonite
Pocket Full of Kryptonite è il primo album studio del gruppo musicale statunitense Spin Doctors, pubblicato il 20 agosto 1991.

## Tracce
Testi e musiche di Spin Doctors, eccetto dove indicato.
1. Jimmy Olsen's Blues – 4:38
2. What Time Is It? – 4:50
3. Little Miss Can't Be Wrong – 3:54
4. Forty or Fifty – 4:23
5. Refrigerator Car – 4:46
6. More Than She Knows – 2:12 (Schenkman, Lambert, Clark, Fitting)
7. Two Princes – 4:18
8. Off My Line – 3:58 (Schenkman, J. Bell, Spin Doctors)
9. How Could You Want Him (When You Know You Could Have Me?) – 4:59
10. Shinbone Alley/Hard to Exist – 12:42 (Barron, Schenkman, Popper, Comess)

### Tracce bonus Edizione Europea (1992)
- Registrate dal vivo al locale Wetlands Preserve di New York, il 27 settembre del 1990[1].

1. Yo Mamas A Pajama – 4:02
2. Sweet Widow – 11:38
3. Stepped On A Crack – 4:02

## Formazione
- Christopher Barron - voce solista
- Mark White – basso
- Aaron Comess – batteria, percussioni, organo Hammond
- Eric Schenkman - chitarra

## Produzione
- Francesca Restrepo – direzione artistica
- Spin Doctors - produzione
- Aaron Comess - produzione (tracce 11-13)
- Eric Schenkman - produzione (tracce 11-13)
- Frank Aversa - ingegnere del suono (tracce 7 e 10), produzione (tracce 7 e 10)
- Frankie LaRocka - missaggio, produzione (tracce 1-6, 8, 9 e 11-13)
- Peter Denenberg - missaggio, ingegnere del suono (tracce 1-6, 8 e 9), produzione (tracce 1-6, 8, 9 e 11-13)
- Chris Gross – copertina (lett. addictional cover art)
- Darren Greene – copertina (lett. addictional cover art)
- Nicky Lindeman – copertina (lett. addictional cover art)
- Spin Doctors - ingegnere del suono (tracce 7 e 10)
- Motley - assistente ingegnere del suono (Acme Studios)
- Jeff Lippay - assistente ingegnere del suono (RPM Studios)
- Ted Jensen - mastering
- Spin Doctors - missaggio
- Paul Aresu - fotografia
- Registrato agli studi di registrazione Power Station, RPM, Acme e nel locale Wetlands Preserve (NYC)[1], masterizzato agli studi di registrazione Sterling Sound[1].